# العصابة الخضراء

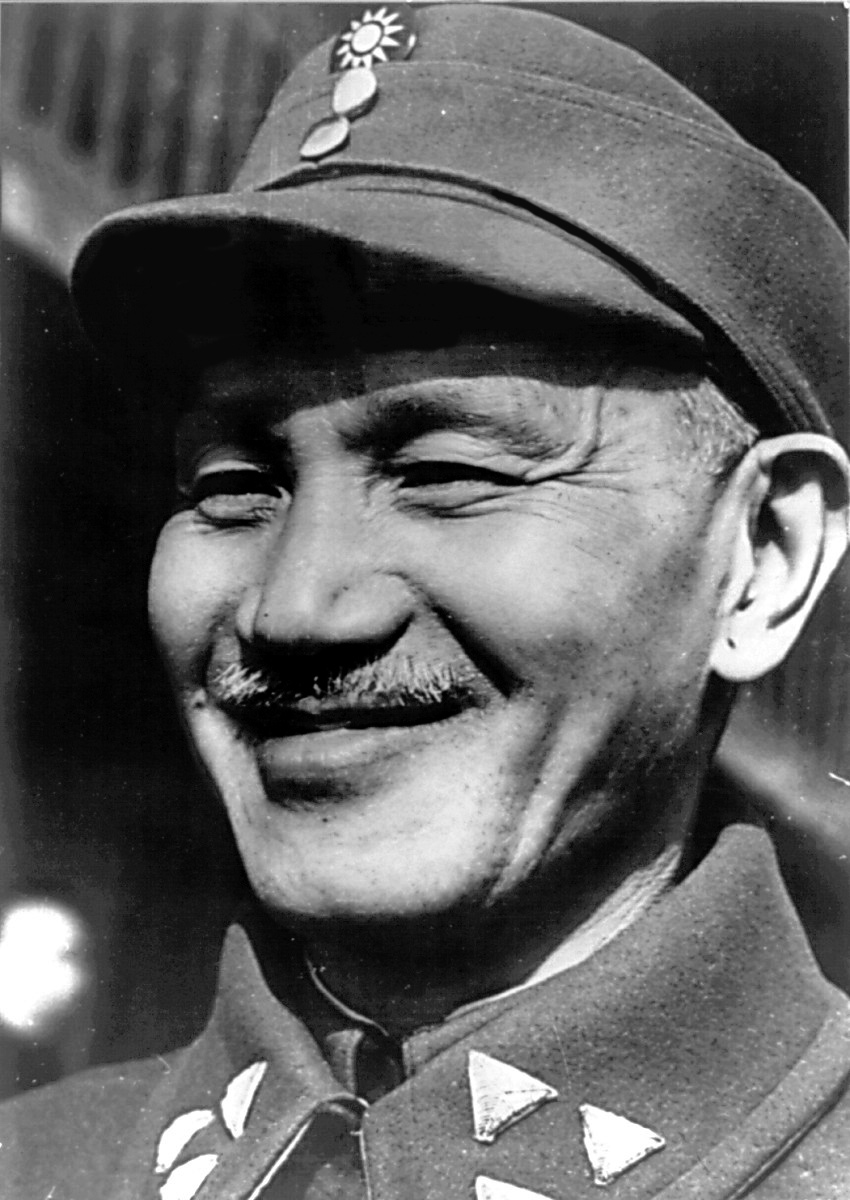
تشانغ كاي تشك أمر بقتل حوالي 5000 شخص

العصابة الخضراء (青幫) هي عصابة سرية إجرامية كانت تنشط في مدينة شانغهاي في أوائل القرن 20. كان ينتمي إليها عدد من رجال الأعمال وكانت تتحكم بالنشاط الإجرامي للمدينة التي كانت تعتبر في تلك الفترة عاصمة الأفيون والقمار والدعارة. كما كان يطلب منها وضع حد للاجتماعات النقابية وعمليات الإضراب عن العمل.
في الثاني عشر من إبريل 1927 قامت العصابة بقتل حوالي 5000 شخص أضربوا عن العمل أو كانوا ذو ميول شيوعي بأمر من زعيم حزب الشعب الوطني شيانج كاي شيك. قام هذا الأخير بمكافئة قائد العصابة دو يوشينغ بأن سماه جنرالا.
كانت العصابة تقدم دعما ماليا لتشانغ كاي تشك بتقاسمها أرباح تجارة المخدرات مع حزب الشعب الوطني وكان تشانغ قد عقد عدة علاقات من الإجراميين خلال مكوثه في سنغهاي بين 1915 و1923.